# オオバノヨツバムグラ
オオバノヨツバムグラ（大葉の四葉葎、学名：Galium kamtschaticum var. acutifolium）は、アカネ科アカネ亜科ヤエムグラ属の多年草。エゾノヨツバムグラ（蝦夷の四葉葎、学名：Galium kamtschaticum var. kamtschaticum）を分類上の基本変種とする変種。

## 特徴
地下茎は四角形で細く、浅い地中を横に這い、枝分かれし、節から細いひげ根を出す。茎は直立し、高さは20-40cmになり、断面は四角形で毛は無い。葉は4個が輪生し、各輪が隔たって茎につく。葉身は長さ2-5cm、幅0.8-2.3cm、楕円形または長楕円形で、先は円いか鈍く、先端は短くとがり、基部は円いややとがり、葉柄はない。葉はうすくて膜質、表面の3本の太い中脈が目立ち、縁と両面の脈上に上向きの剛毛が生える。これらの輪生する葉は、対生する本来の2個の葉と、残りの2個の、葉と同形の托葉となる。
花期は6-7月。茎先または上部の葉腋に2-3出集散花序を出し、まばらに花をつける。花柄は果期に長さ3-5mmになる。花冠は杯形で、径2.5-3mm、黄緑色で先は4裂し、花冠裂片は先が鋭くとがる。雄蕊は4個あり、花冠基部に付着する。子房は2室に分かれ、各室に1個の胚珠がある。花柱は2裂する。果実は2個の分果となり、各分果に1個の種子がある。分果には長い鉤状の毛が密生する。

## 分布と生育環境
日本では南千島、北海道、本州、四国に分布し、亜高山の針葉樹林中に生育し、木陰の湿った場所を好み、しばしば群生する。世界では、サハリン、千島列島に分布する。

## 名前の由来
和名オオバノヨツバムグラは、「大葉の四葉葎」の意。ムグラ（葎）は、草むら、藪の意味がある。
種小名（種形容語）kamtschaticum は、「カムチャツカの」の意味、変種名 acutifolium は、「葉の先の尖った」の意味。

## ギャラリー

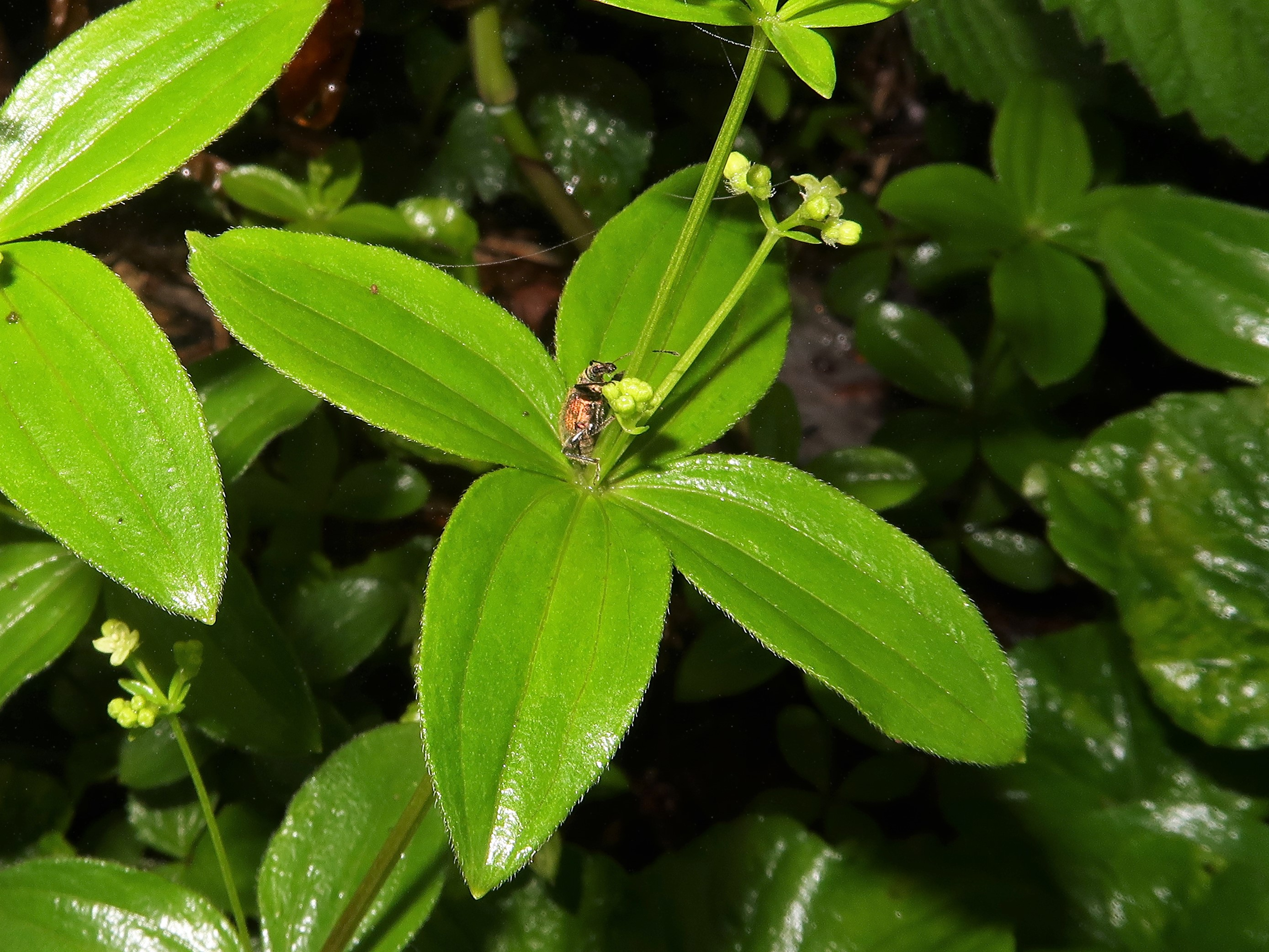
4輪生する葉の縁と葉脈上に上向きの剛毛が生え、3本の太い葉脈が目立つ。
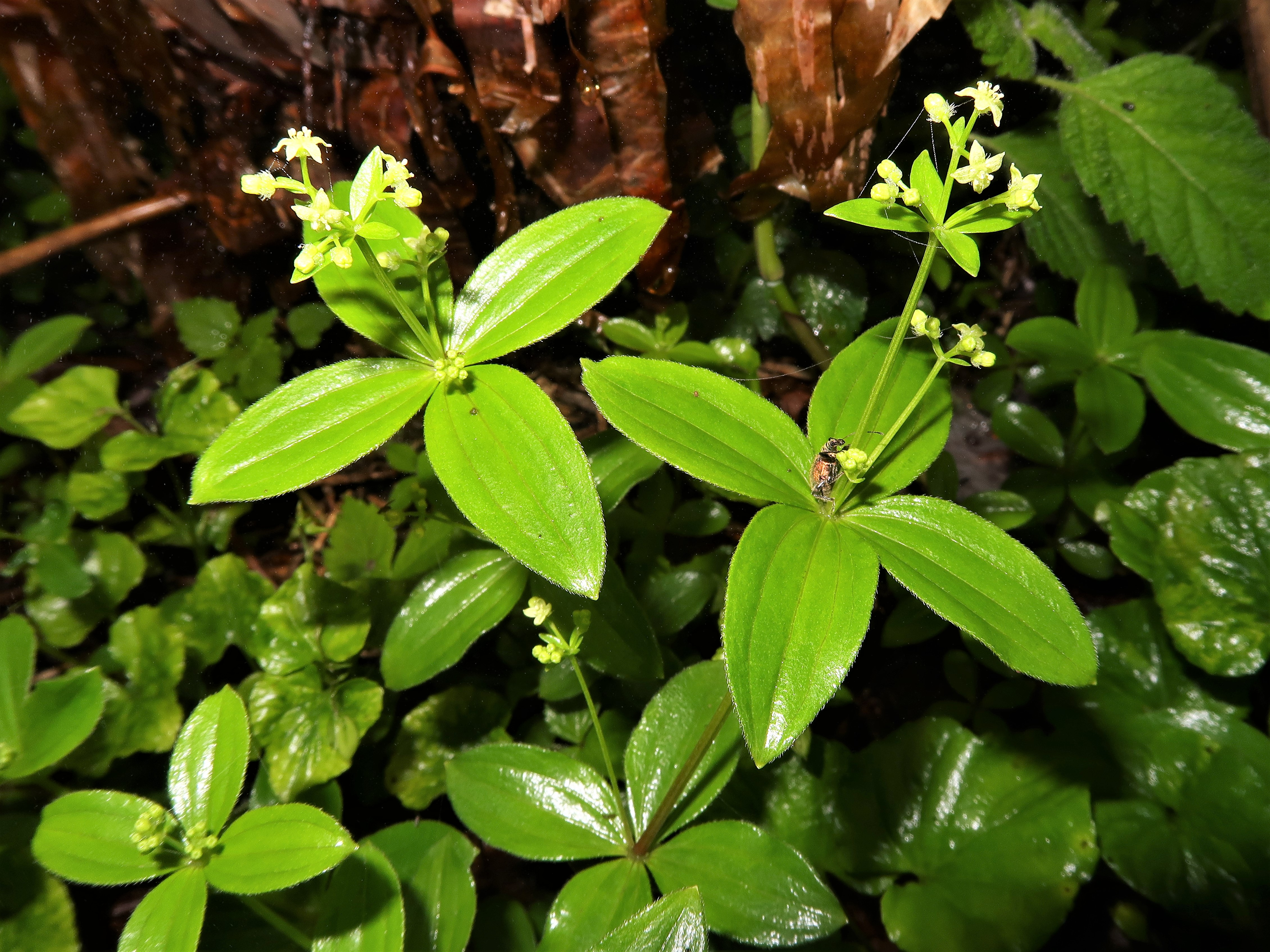
茎に毛はない。
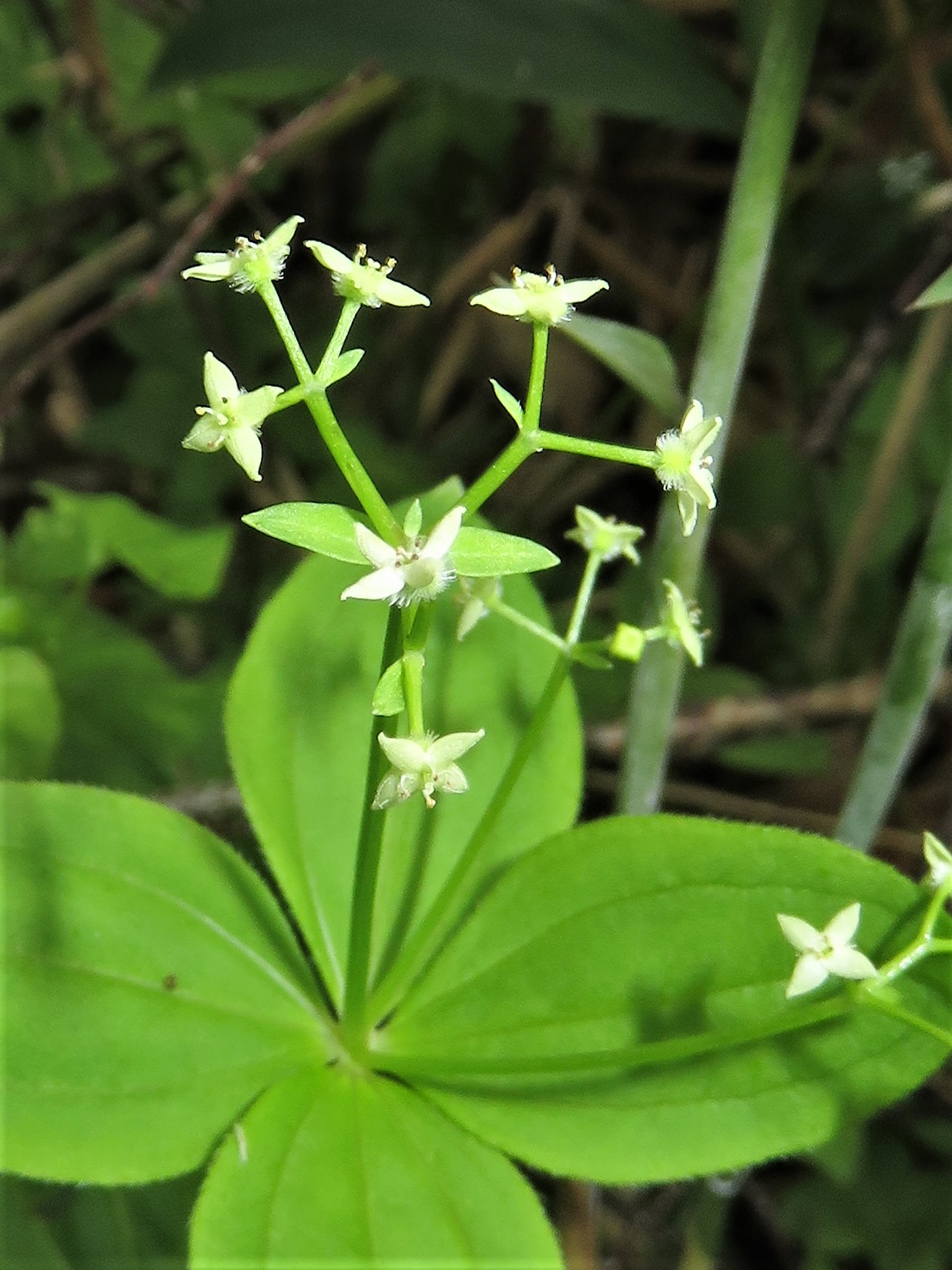
花冠は杯形で4裂し、黄緑色。

## エゾノヨツバムグラ
エゾノヨツバムグラ（蝦夷の四葉葎）Galium kamtschaticum Steller ex Roem. et Schult. var. kamtschaticum は、オオバノヨツバムグラ（大葉の四葉葎）の分類上の基本種。オオバノヨツバムグラと比べて全体が小型。高さ10-20cmになり、4輪生する葉は長さ8-20mm、幅5-13mm、葉身は広楕円形、広倒円形または倒卵形で、小型。南千島、北海道、本州中部地方以北、千島列島、朝鮮半島、ウスリー、カムチャツカ半島、北アメリカに分布する。

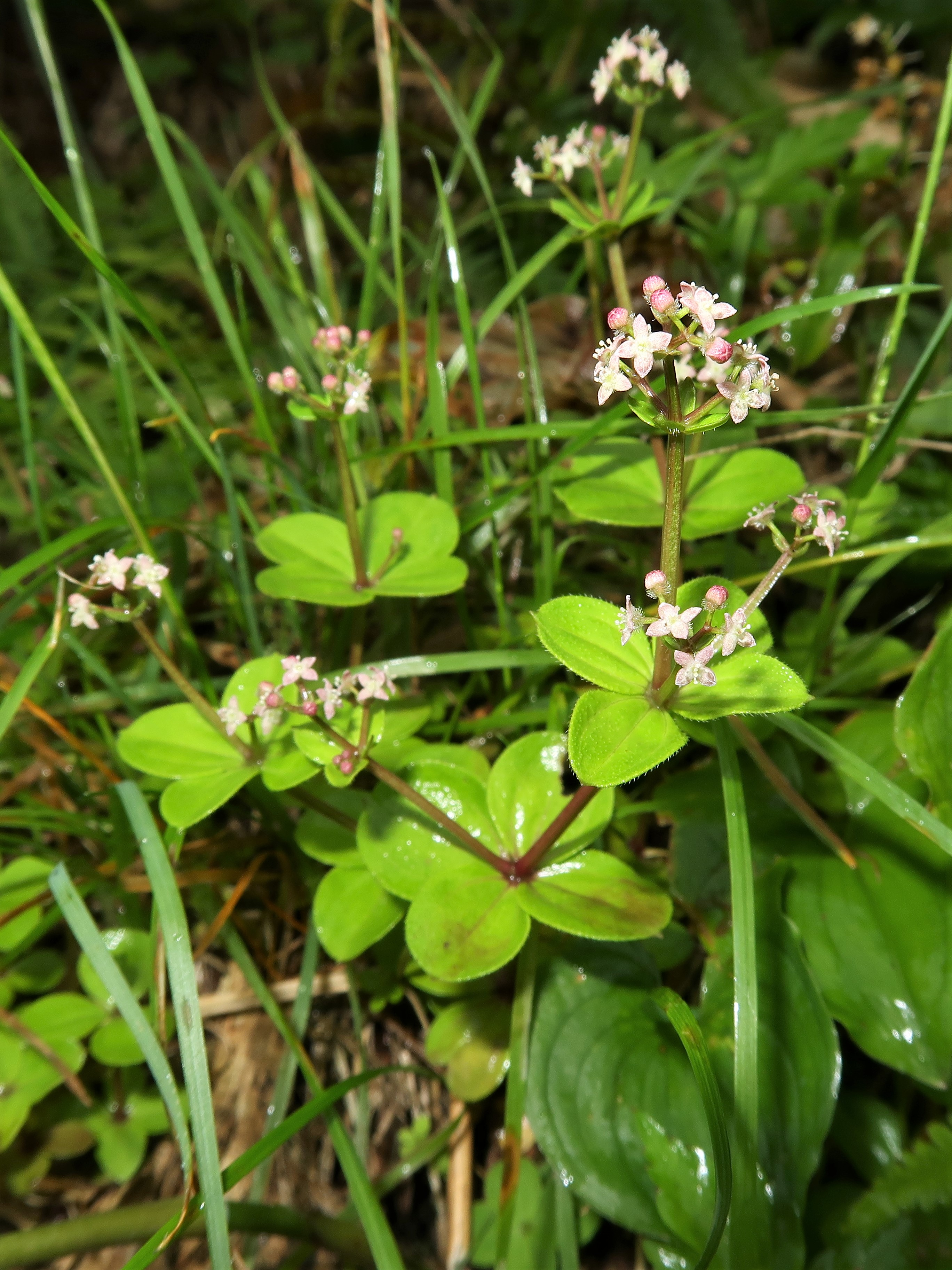
エゾノヨツバムグラ 岩手県八幡平 2019年7月

## ヤクシマムグラ
ヤクシマムグラ（屋久島葎）Galium kamtschaticum Steller ex Roem. et Schult. var. minus Sugim., シノニム var. yakusimense (Masam.) T.Yamaz. は、エゾノヨツバムグラを基本種とする変種。全体がごく小型で、茎の高さ3-6cm。4輪生する葉も小さく、長さ4-9mm、幅2-4mm、葉身は長楕円形または倒卵状長楕円形になる。屋久島に産する。